# ماثيو شينيلاتو
ماثيو شينيلاتو (بالإيطالية: Matteo Chinellato)‏ (2 سبتمبر 1991 بتريفيزو في إيطاليا - ) هو لاعب كرة قدم إيطالي في مركز الهجوم. شارك مع منتخب إيطاليا تحت 20 سنة لكرة القدم. أما مع النوادي، فقد لعب مع إيه سي ميلان وفيورنتينا ونادي جنوى ونادي ريجيانا 1919 ونادي فينيزيا وكوسينزا كالشيو ونادي سودتيرول وسورينتو كالتشيو ‏ وTritium Calcio 1908 ‏ وAC Cuneo 1905 ‏.

## وصلات خارجية
- ماثيو شينيلاتو على موقع قاعدة بيانات كرة القدم.إي يو (الإنجليزية)
- ماثيو شينيلاتو على موقع Soccerway.com (الإنجليزية)